# Johann Peter Hundeiker

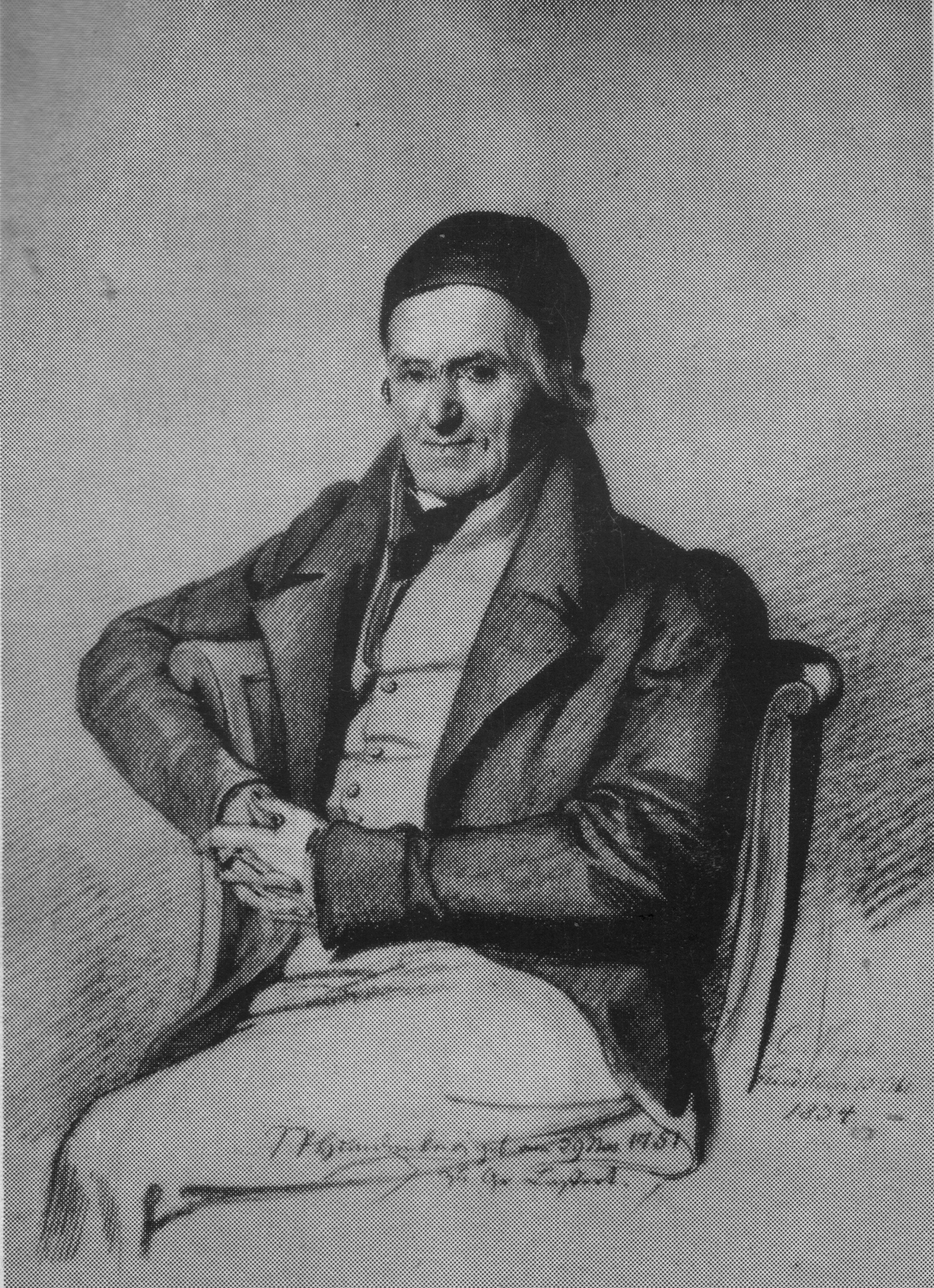
Johann Peter Hundeiker, gemalt von Karl Vogel von Vogelstein, 1834

Johann Peter Hundeiker (auch Hundeicker; * 29. November 1751 in Groß Lafferde; † 2. Februar 1836 „zu [Neu-]Friedstein bei Dresden“ [heute in Radebeul-Niederlößnitz gelegen]) war ein deutscher Pädagoge und herzoglich braunschweigischer Edukationsrat.

## Leben und Wirken

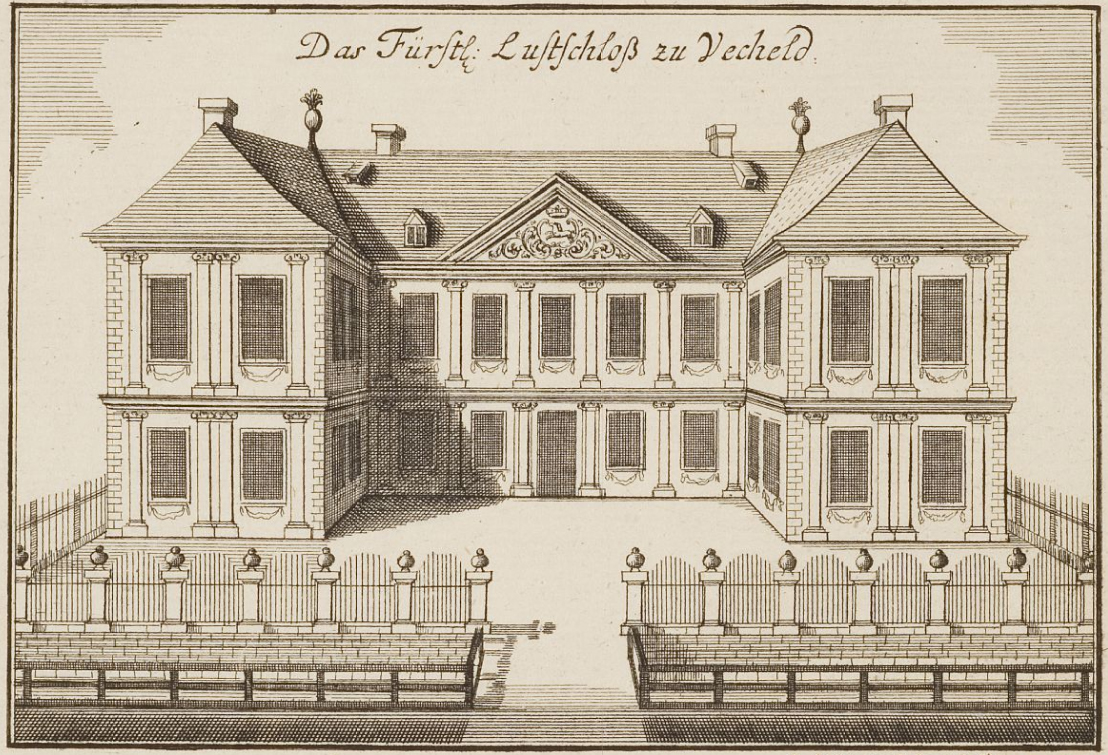
Schloss Vechelde, Kupferstich von Anton August Beck, um 1760

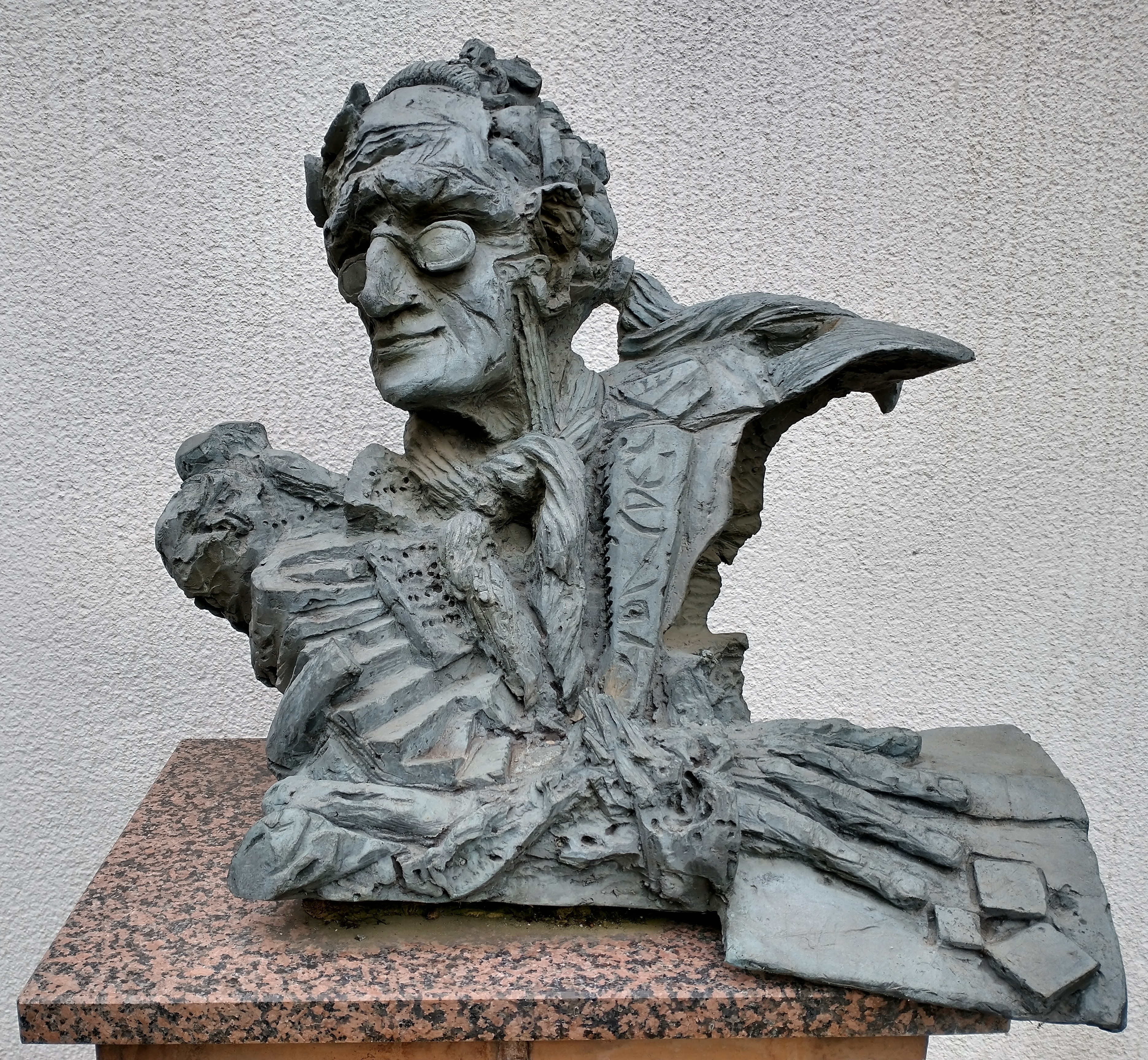
Büste des Johann Peter Hundeiker im Schlossgarten Vechelde,
Ben Siebenrock 1979

Hundeiker war der Sohn eines Kaufmanns und war von diesem zunächst als Nachfolger vorgesehen. Den Unterricht, den er an der Braunschweiger Waisenhausschule und später in Peine erhielt, beurteilte Hundeiker selbst als mittelmäßig bis schlecht. So weckten seine Lehrer in ihm einen „pädagogischen Geist“, indem sie zeigten, wie man nicht lehren solle. Autodidaktisch brachte er sich das Lehren bei und erzog bereits während seiner eigenen Lehrzeit Kinder seiner Umgebung. Dazu erfand er unter anderem den Lesekasten. Durch den Mediziner Carl Gottlieb Wagler (1731–1778) in Braunschweig kam er in Verbindung mit Johann Bernhard Basedow, Joachim Heinrich Campe, Friedrich Eberhard von Rochow und Christian Heinrich Wolke. Beeinflusst vor allem durch Basedow studierte Hundeiker für ihre Zeit neuartige Erziehungsmethoden.
Statt eines an ihn ergangenen Rufs Basedows und Wolkes an das Philanthropinum Dessau übernahm er 1775 das Kaufmannsgeschäft seines verstorbenen Vaters, in dessen Haus er eine Erziehungsanstalt einrichtete. Ferdinand von Braunschweig war von seinen Erfolgen angetan, so dass er Hundeiker Söhne erster Familien auch aus dem Ausland vermittelte. Nach Einstellung seiner Kaufmannstätigkeit gründete Hundeiker 1804, unterstützt durch den braunschweigischen Herzog Karl Wilhelm Ferdinand, auf Schloss Vechelde eine international renommierte Erziehungsanstalt für „höhere Stände“, das Philanthropin. Nach dem Tod Karl Wilhelm Ferdinands und damit dem Ende seiner Protektion musste Hundeiker die Schule 1811 kaufen. Dieser Kauf wurde nach dem Ende der Napoleonischen Zeit durch die neue Regierung angefochten. Die gerichtlichen Auseinandersetzungen ließen Hundeiker aufgeben und zu seiner Tochter ziehen.
1819 zog Hundeiker in die Lößnitz bei Dresden, wo er ab 1819 bis 1823 an Carl Langs Knabenerziehungsanstalt auf Schloss Wackerbarth unterrichtete. Seine beiden Töchter Emilie verheiratete Schwarz und Elise verheiratete Pilgrim waren mit zwei dortigen Weingutsbesitzern verheiratet, die das Mohrenhaus (Pilgrim ab 1819), Altfriedstein (Pilgrim ab 1816, Schwarz ab 1823) sowie Neufriedstein (Schwarz ab 1821 in Pacht, ab 1827 im Eigentum) besaßen. Georg Schwarz stellte ihm auf dem Weinberg Sandleithe das Untere Berghaus als Wohnsitz zur Verfügung. Dort widmete er sich weiteren schriftstellerischen Arbeiten. Nach seinem ersten Besuch bei der Familie Schwarz in der Lößnitz am 13. Mai 1822 erwähnte Jean Paul Hundeiker als „vortrefflichen Vater“.
Hundeikers Tochter Elise, selbst auch eine Dichterin, wurde 1823 die Taufpatin von Elise Polko, der Tochter von Carl Vogel, ebenfalls Lehrer auf Wackerbarths Ruh’ und Schwiegersohn von Carl Lang. Der Ehemann von Hundeikers älterer Tochter Emilie, Georg Schwarz (siehe Schwarzes Teich), war nicht nur ein vermögender Russlandkaufmann, sondern auch befreundet mit dem russischen Zaren Alexander I. Während eines Russlandaufenthalts der Schwarzes soll sich Alexander unsterblich in Emilie verliebt haben, was den Anlass und Stoff zu Elise Polkos 1866 geschriebener Novelle Am Teetisch einer schönen Frau gab.
Durch seine täglichen Spaziergänge und seine Teilnahme am gesellschaftlichen Leben knüpfte Hundeiker einige Freundschaften, so zu dem Kötzschenbrodaer Pfarrer und Dichter Johann Gottlob Trautschold (1777–1862), der ihm einige Gedichte widmete. Auch verfasste Trautschold eine Gelegenheitsschrift anlässlich der Hochzeit von Hundeikers ältester Enkelin in der Kirche zu Kötzschenbroda.
Im Jahr 1831 erhielt Hundeiker zu seinem 80. Geburtstag von der Universität Jena die Ehrendoktorwürde. Dass Goethe dabei Einfluss genommen haben soll, der sich noch „nach einem halben Jahrhundert mit warmen Worten“ an ihre Begegnung von 1778 erinnerte, bleibt wohl Spekulation.
Hundeiker wurde nach seinem Tod 1836 auf dem Gottesacker von Kötzschenbroda beerdigt, sein Grab ist heute verschwunden. Von ihm stammte eine (heute wohl verschwundene) Lutherbüste, die der später tief gläubige Christ 1830 seiner Kötzschenbrodaer Gemeinde zum 300. Jubiläum der Augsburger Konfession gemacht hatte und die nach Fotos vom Anfang des 20. Jahrhunderts einen Ehrenplatz in der Kötzschenbrodaer Kirche einnahm.
Er hinterließ von seinen zwölf Kindern die zwei bereits genannten Töchter und drei Söhne: Julius Hundeiker (1784–1854) wurde Pastor und Romanschriftsteller, Wilhelm Theodor Hundeiker (1785–1828) Philologe, Schulbuchautor und nach Auflösung des väterlichen Instituts Handelsschuldirektor in Magdeburg und Bremen, Egon (1789–1856) war als Kaufmann in Hamburg, Süd- und Mittelamerika tätig.
Seit September 2011 trägt die Grundschule seines Geburtsortes Groß Lafferde den Namen „Johann-Peter-Hundeiker-Schule“.

## Bekannte Schüler
- Ferdinand Mackeldey (1784–1834), deutscher Rechtswissenschaftler und Hochschullehrer der Universitäten Helmstedt, Marburg und Bonn
- Eduard Schmidt von der Launitz (1797–1869), deutscher Bildhauer und Kunsthistoriker
- August von Geyso (1802–1861), Staatsminister im Herzogtum Braunschweig

## Werke
- An die Cosmopoliten zu Hildesheim das Philanthropinum zu Dessau betreffend, von einem unstudirten Hildesheimer. Hildesheim, 1777.
- Von den Fibeln,oder ABC-Büchern. Hildesheimisches Wochenblatt 1782, 41:193-205.
- Häusliche Gottesverehrungen für christliche Familien. Geordnet und herausgegeben von Joh. Pet. Hundeicker.  2 Bände. 1. Auflage Hildesheim 1784, 2. und 3. Auflage Berlin: Vieweg, 1788 und 1797.
- Privatfibel oder einsilbige angenehme und nützliche Uebungen im Lesen und Denken für Buchstabirschüler aus gesitteten Ständen. Braunschweig: Schulbuchhandlung, 1791.
- Johann Peter Hundeikers Geschichte, Einrichtung, Lehrmethode und Ertrag seiner Bauernschule zu Großen Laffer im Hochstifte Hildesheim. In: Heinrich Philipp Conrad Henke (Hrsg.): Eusebia, Bd. 2. Fleckeisen, Helmstedt 1798; S. 368–417.
- Das Anschauungsspiel. Neue Bibliothek für Pädagogik, Schulwesen und die gesammte neueste pädagogische Literatur Deutschlands 1809; 2: 214–226.
- Weihegeschenk für junge Christen. 2 Teile. 1821, 1823.
- Lichtstrahlen aus den Tempelhallen der Weisheit. 1824.
- Biblische Feierstunden. 1829, 1830.
- Festbuch für gebildete Nachtmahlgenossen.